# Río Bravo, Chiapas
Río Bravo är en ort i Mexiko.   Den ligger i kommunen Tonalá och delstaten Chiapas, i den sydöstra delen av landet, 700 km sydost om huvudstaden Mexico City. Río Bravo ligger 57 meter över havet och antalet invånare är 129.
Terrängen runt Río Bravo är varierad. Runt Río Bravo är det ganska glesbefolkat, med 50 invånare per kvadratkilometer. Närmaste större samhälle är Tres Picos, 7,2 km väster om Río Bravo. Omgivningarna runt Río Bravo är en mosaik av jordbruksmark och naturlig växtlighet.